# 15 cm K 18
Il 15 cm Kanone 18, abbreviato in 15 K 18, era un cannone pesante tedesco utilizzato dalla Wehrmacht durante la seconda guerra mondiale.
Nel 1933 Rheinmetall iniziò lo sviluppo di un nuovo pezzo di artiglieria per rispondere ad un requisito dello Heer per un sostituto dell'obsoleto 15 cm K 16. I primi pezzi entrarono in servizio nel 1938. L'arma non introduceva molti miglioramenti rispetto al predecessore: il peso era superiore di 2 t a fronte di un aumento di gittata di soli 2 290 m. L'esercito risultò soddisfatto dalle prestazioni balistiche, ma non dell'affusto. Per i trasferimenti sulla lunga distanza, la canna veniva disassemblata e trasportata su un apposito carrello. La messa in batteria risultava piuttosto lunga, soprattutto se il pezzo doveva essere piazzato sulla sua piattaforma. Inoltre, rispetto al peso ed all'ingombro del cannone, la granata era troppo piccola e poco potente. Prodotto in un centinaio di esemplari, non raccolse i favori delle unità operative; la produzione fu quindi fermata nel 1943 ed i pezzi furono relegati all'impiego costiero.